# Nobuhiro Doi
Nobuhiro Doi (土井 裕泰, Doi Nobuhiro), né le 11 avril 1964 à Hiroshima, est un réalisateur japonais de séries télévisées et de films. Il travaille au département de production de fictions au sein de TBS Television (en) (anciennement TBS Entertainment). Il est né à Teppocho, dans l'arrondissement de Naka, dans la ville de Hiroshima, préfecture de Hiroshima.

## Biographie
Encore étudiant, Nobuhiro Doi soumet des films 8 mm aux festivals scolaires et collabore sur des productions. Il fréquente les cinémas dès son plus jeune âge. Il sort diplômé de la faculté de sciences politiques et économiques de l'université Waseda.
Après avoir obtenu son diplôme universitaire, il rejoint TBS et réalise de nombreuses séries télévisées populaires. Il est connu comme « le réalisateur vedette de TBS ». Certains professionnels du cinéma japonais disent en off que ses oeuvres sont destinées à rester dans l'histoire du cinéma japonais.
Parmi ses principales œuvres figurent les dramas Aishiteiru to itte kure (en) (愛していると言ってくれ), Beautiful Life (en), Good Luck!! (en), Nigeru wa haji daga yaku ni tatsu (ja) (逃げるは恥だが役に立つ) et Quartet (en), ainsi que les films Be with You, Nadasōsō (ja) (涙そうそう) et Hanataba mitaina koi o shita (ja) (花束みたいな恋をした). Il bénéficie de la confiance de scénaristes célèbres et talentueux et collabore avec eux.
En juin 2023, alors qu'il se trouve en voiture pour le tournage de son propre film Unreachable (ja) (片思い世界), il est grièvement blessé dans un accident de la circulation lorsqu'un camion circulant en sens inverse change brusquement de voie. Dans une interview au sujet de l'accident, Nobuhiro Doi a déclaré : « Je vais mieux maintenant. Il n'y a pas lieu de s'inquiéter. Je vais bien maintenant ». La sortie du film, qu'il tournait alors, a été reportée au mois d'avril 2025.

## Filmographie partielle

### Cinéma
- 2004 : Be with You (いま、会いにゆきます, Ima, ai ni yukimasu?)
- 2006 : Nadasōsō (ja) (涙そうそう?)
- 2011 : Kirin no tsubasa: Gekijōban shinzanmono (麒麟の翼 〜劇場版・新参者〜?)
- 2011 : Flying Colors (ビリギャル, Biri gyaru?)
- 2020 : Tsumi no koe (ja) (罪の声?)
- 2021 : Hanataba mitaina koi o shita (ja) (花束みたいな恋をした?)
- 2025 : Unreachable (ja) (片思い世界, Kataomoi sekai?)
- 2025 : Hiraba no tsuki (平場の月?)

### Télévision
- 1995 : Aishiteiru to itte kure (en) (愛していると言ってくれ?)
- 1997 : L'Oiseau bleu (青い鳥, Aoi tori?) (série TV)
- 2000 : Beautiful Life (en) (mini-série TV)
- 2002 : La Saison du soleil (太陽の季節, Taiyō no kisetsu?) (mini-série TV)
- 2003 : Good Luck!! (en) (mini-série TV)
- 2004 : Orange Days (オレンジデイズ?)
- 2007 : Jōdan janai! (ja) (冗談じゃない！?)
- 2016 : Nigeru wa haji daga yaku ni tatsu (ja) (逃げるは恥だが役に立つ?) (série TV)
- 2017 : Quartet (en) (カルテット, Karutetto?) (série TV)

## Distinctions

### Récompenses et nominations
- 1995 : Prix du meilleur réalisateur aux 4e Television Drama Academy Awards pour Watashi no Unmei (conjointement avec Fukuzawa Katsuo, Hideki Isano et Masakazu Kitagawa)
- 1996 : Prix du meilleur générique aux 10e Television Drama Academy Awards pour Mahiru no Tsuki (conjointement avec Kumiko Hosaka)
- 2000 : Prix du meilleur réalisateur aux 24e Television Drama Academy Awards pour Beautiful Life (conjointement avec Jirō Shōno)
- 2001 : Prix du meilleur générique aux 28e Television Drama Academy Awards pour Strawberry on the Shortcake
- 2001 : Prix du meilleur réalisateur aux 29e Television Drama Academy Awards pour Love Story (conjointement avec Jirō Shōno et Natsuki Imai)
- 2003 : Prix du meilleur réalisateur aux 39e Television Drama Academy Awards pour Manhattan Love Story (conjointement avec Osamu Katayama et Toshio Tsuboi)
- 2004 : Prix Kaneto-Shindō (ja), médaille d'or pour Be with You
- 2004 : Prix de la meilleure réalisation aux 41e Television Drama Academy Awards (ja) pour Orange Days (conjointement avec Jirō Shōno et Natsuki Imai)
- 2010 : Prix du meilleur réalisateur aux 66e Television Drama Academy Awards pour Unubore Deka (conjointement avec Kankurō Kudō, Ken Yoshida et Fuminori Kaneko)
- 2016 : Prix du meilleur réalisateur aux 91e Television Drama Academy Awards pour The Full-Time Wife Escapist (conjointement avec Fuminori Kaneko, Ken Yoshida et Yasuharu Ishii)
- 2016 : Prix de la mise en scène aux Tokyo Drama Awards pour Sleepeeer Hit! et Kōnodori
- 2016 : Prix "New Wave Creator" au Festival international du film fantastique de Yūbari
- 2016 : Prix du meilleur réalisateur aux 92e Television Drama Academy Awards pour Quartet (conjointement avec Fuminori Kaneko et Toshio Tsuboi)
- 2017 : 3e Prix Ōyama Katsumi
- 2018 : Prix du producteur aux Élan d'or pour Quartet
- 2019 : Prix du meilleur réalisateur aux 102e Television Drama Academy Awards pour Nagi's Long Vacation (conjointement avec Toshio Tsuboi, Maiko Ouchi et Takeyoshi Yamamoto)
- 2020 : Nikkan Sports Film Award du meilleur film pour Tsumi no koe
- 2021 : Prix du meilleur réalisateur au 44e Japan Academy Film Prize pour The Voice of Sin
- 2022 : Prix spécial au 13e TAMA Film Awards pour We Made a Beautiful Bouquet (conjointement avec le scénariste Yūji Sakamoto et les équipes du film)